# Eucalyptus mannensis
Eucalyptus mannensis là một loài thực vật có hoa trong Họ Đào kim nương. Loài này được Boomsma mô tả khoa học đầu tiên năm 1964.